# هوجو اوجی‌هیده
هوجو اوجی‌هیده (به ژاپنی: 北条 氏秀 ほうじょう うじひで); نامشخص – ۱۰ ژوئیهٔ ۱۵۸۳) نوه/ پسر ارباب قلعه ادو در ولایت موساشی هوجو تسوناشیگه، سامورایی ا اهل ژاپن بود.